# Simone Scuffet
Simone Scuffet (* 31. Mai 1996 in Udine) ist ein italienischer Fußballspieler. Der Torhüter steht aktuell beim Pisa Sporting Club unter Vertrag.

## Karriere

### Im Verein
Scuffet spielte in der Jugend für den größten Club seiner Heimatstadt, Udinese Calcio. Seit 2013 ist er Stammtorhüter der Jugendmannschaft, Udines Primavera, und zudem dritter Torhüter der Profimannschaft hinter dem Serben Željko Brkić und dem Kroaten Ivan Kelava. Als am 1. Februar 2014 (22. Spieltag) beide Keeper gegen den FC Bologna ausfielen, hatte der erst 17-jährige Scuffet sein Debüt im Tor von Udine. Bei dem 2:0-Auswärtserfolg seiner Mannschaft blieb er in seinem ersten Einsatz ohne Gegentor. Auch nach der Genesung der beiden Konkurrenten blieb Scuffet im Tor. Zwischenzeitlich wurde der junge Keeper als großes Torwarttalent gefeiert und mit italienischen Torhütergrößen wie Dino Zoff oder Gianluigi Buffon verglichen. Nach einer einjährigen Leihe in die Serie B zu Como Calcio verlor er seinen Stammplatz bei Udinese Calcio. Nach einiger Zeit als Ersatztorwart folgten zwei weitere Leihen zu Kasımpaşa Istanbul und Spezia Calcio. Mit Spezia konnte Scuffet die Play-offs gewinnen und in die Serie A aufsteigen. Seit 2020 war er hinter Juan Musso zweiter Torwart bei Udinese. 2022 wechselte er zum rumänischen Club CFR Cluj. Nach einem Jahr als Stammtorhüter in Rumänien kehrte er im Sommer 2023 nach Italien zurück und wechselte zu Cagliari Calcio. Für die Rückrunde der Spielzeit 2024/25 wechselte Scuffet leihweise zur SSC Neapel, für den er einmal zum Einsatz kam. Zur Saison 2025/26 wechselte er ligaintern zum Aufsteiger Pisa Sporting Club und unterschrieb dort einen Vertrag bis Sommer 2028.

### In der Nationalmannschaft
Für die italienische U-17-Auswahl war Scuffet sowohl bei der WM 2013, die für seine Mannschaft im Achtelfinale endete, als auch bei der im selben Jahr stattfindenden EM, bei der Italien hinter Russland Vizemeister wurde, Stammkeeper.
Für die U-21-Mannschaft wurde er insgesamt 7 mal eingesetzt.
Im Mai 2017 debütierte Scuffet unter Gian Piero Ventura für die Italienische A-Nationalmannschaft im inoffiziellen Testspiel gegen San Marino. Er stand auch im Kader für ein Qualifikationsspiel im Juni 2017, kam jedoch nicht zum Einsatz. Seither wurde er nicht mehr berücksichtigt.

## Erfolge
- Italienischer Meister: 2025 (SSC Neapel)
- Aufstieg in die Serie A: 2020 (Spezia Calcio)